# 赫里霍里夫卡 (庫皮揚斯克區)
50°3′24″N 37°37′1″E / 50.05667°N 37.61694°E
赫里霍里夫卡（烏克蘭語：Григорівка）是位於烏克蘭東部的村莊，由哈爾科夫州庫皮揚斯克區的大布尔卢克市镇負責管轄。該村始建於1751年，面積1.54平方公里，海拔高度125米，2001年人口530，人口密度每平方公里344.2人。